# Burg Stargard
Burg Stargard là một đô thị ở huyện Mecklenburgische Seenplatte (trước thuộc huyện Mecklenburg-Strelitz), bang Mecklenburg-Western Pomerania, Đức. Đô thị này có khoảng cách 8 km về phía đông nam của Neubrandenburg.
Burg Stargard có toà lâu đài trên núi, viện bảo tàng trong lâu đài, trung tâm lịch sử, sở thú.